# Jonathan Frakes
Jonathan Scott Frakes (Bellefonte (Pennsylvania), 19 augustus 1952) is een Amerikaans acteur en regisseur.
Hij is beroemd geworden met zijn rol van Commander William T. Riker in de sciencefictionserie Star Trek: The Next Generation. Frakes is getrouwd met soapactrice Genie Francis. Ze wonen in Londen samen met hun kinderen, zoon Jameson en dochter Elizabeth.
Frakes heeft zich in de laatste jaren toegelegd op het regisseren van speelfilms. Hij regisseerde onder andere Star Trek: First Contact, waarvoor hij de bijnaam "Two-Takes" Frakes kreeg voor zijn efficiënte stijl van regisseren.

## Jeugd en opleiding
Frakes groeide op in Bethlehem (Pennsylvania) en ontving in de jaren '70 de Bachelor of Fine Arts in de theaterkunst van Pennsylvania State University. Later ontving hij ook nog een mastertitel van de Harvard-universiteit.

## Carrière
Hij verhuisde naar New York en werd lid van "The Impossible Ragtime Theater". In dit gezelschap deed Frakes zijn eerste acteerwerk in The Hairy Ape van Eugene O'Neill.
Zijn eerste Broadway acteerwerk was in het toneelstuk Shenandoah. Tegelijkertijd kreeg hij een kleine rol in de NBC soapserie The Doctors. Toen zijn personage uit de serie werd geschreven verhuisde Frakes naar Los Angeles en speelde hij gastrollen in vele topseries uit de jaren '70 en '80, waaronder The Waltons en Hill Street Blues. Ook had Frakes terugkerende rollen in Falcon Crest en North and South.
In de miniserie North and South speelde Frakes de rol van Stanley Hazard van Hazard Iron, een zwakke man die gemakkelijk gemanipuleerd werd door zijn moeder en zijn vrouw, een rol in schril contrast met de sterke Commander William T. Riker.

## Star Trek
Frakes' grote doorbraak kreeg hij door zijn rol van Commander Riker in Star Trek: The Next Generation. Frakes is de enige Star Trek hoofdpersoon die zijn opwachting heeft gemaakt in vijf Star Trek series (Star Trek: The Next Generation, Star Trek: Deep Space Nine, Star Trek: Voyager , Star Trek: Enterprise en Star Trek: Picard).
Samen met Marina Sirtis, Armin Shimerman, John de Lancie, Michael Ansara en Richard Poe, is hij een van slechts zes acteurs die hetzelfde personage in drie verschillende Star Trek-series heeft gespeeld, te weten Star Trek: The Next Generation, Star Trek: Voyager en Star Trek: Enterprise. Samen met Marina Sirtis spelen ze hun respectievelijke rollen nogmaals in Star Trek: Picard en de animatieserie Star Trek: Lower Decks.
Hij deed later ook stemacteerwerk in de animatie en leende zijn stem onder andere aan het terugkerende personage David Xanatos in de televisieserie Gargoyles. Frakes was tevens presentator van de serie Beyond Belief: Fact or Fiction.

## Regie filmografie
Films:
- The Librarian: Curse of the Judas Chalice (2008)
- The Librarian: Return to King Solomon's Mines (2007)
- Thunderbirds (2004)
- Clockstoppers (2002)
- Star Trek: Insurrection (1998)
- Star Trek: First Contact (1996)
- Star Trek: Klingon (1996) - (Interactieve film)

Individuele afleveringen van de volgende series:
- Roswell
- Star Trek:
  - Voyager
  - Deep Space Nine
  - The Next Generation
  - Enterprise
  - Discovery
  - Picard
- University Hospital
- Diagnosis Murder
- Leverage: The fairygodparent Job (2009)
- The Orville: Pria (2017)